# Gija Joseon

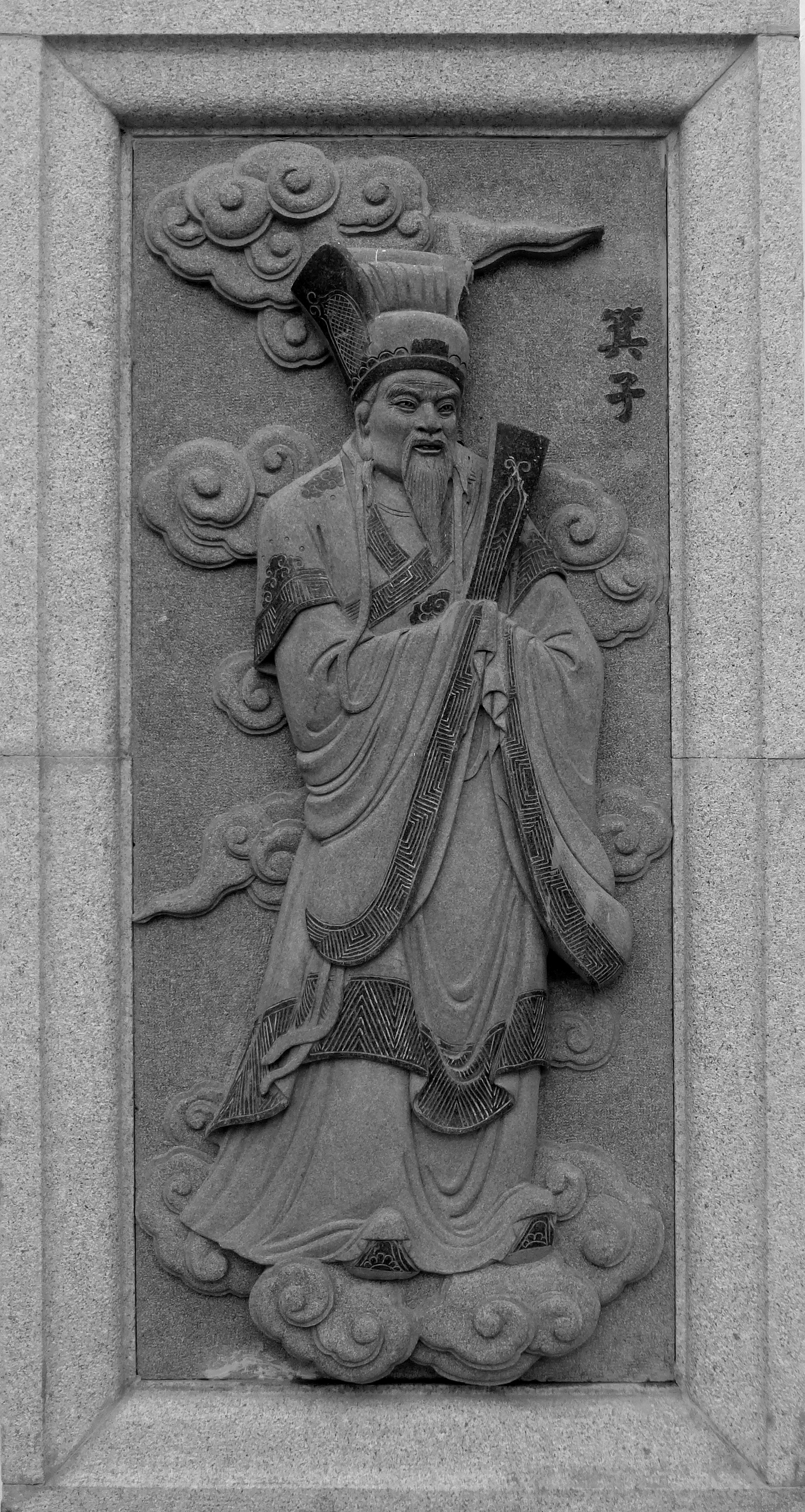
Gija (Jizi) selon une représentation traditionnelle. Temple bouddhiste de Ping Sien Si, (Perak), Malaisie, édifié fin du XXe siècle

Gija Joseon (기자조선) serait un royaume antique, Joseon de l'époque de Gija, situé dans le nord de la péninsule Coréenne lors de la période Gojoseon. Gija est le nom d'un dirigeant légendaire de cette entité au XIe siècle avant notre ère, un sage selon les anciens textes chinois, descendant du dernier roi Shang. Les textes en question sont le Classique des documents (datant pour l'essentiel de la période des Royaumes combattants (Ve siècle à 220 av. notre ère), et les Annales de Bambou (document parvenu directement des Royaumes combattants, au IIIe siècle av. notre ère). Le royaume aurait disparu en 194 av. notre ère avec l'arrivée de Wiman, un général chinois et l'éviction du roi Jun de Gojoseon.

## Le Joseon de Kija
Selon les textes, Kija est l'oncle de Di Xin, le dernier roi de la dynastie chinoise des Shang. Sous son successeur, le roi Wu de la dynastie Zhou, il part pour Joseon avec 5 000 hommes et prend la tête de ce royaume. Il apporte avec lui la riziculture, les vers à soie et d'autres facettes de la civilisation chinoise, notamment les huit prohibitions. Il fonde un royaume qui dure jusqu'en 193 av. notre ère. Cette histoire est essentiellement connue à travers le « Livre des Han » (111 av. J.-C). Il existe une liste des rois qui se sont succédé entre 1126 et 193 av. notre ère, mais son authenticité n'est pas reconnue et seuls les deux derniers sont attestés par des sources contemporaines, notamment le Weilüe. Ce sont les rois Pu et Jun de Gojoseon.
Dans l'historiographie traditionnelle coréenne, les plus anciennes mentions de Kija se trouvent dans le Samguk Sagi (1145) puis dans le Samguk Yusa (1281) et le Chewang Ungi (1287). Les descriptions les plus complètes sont cependant apportées par le Kijaji de Yun Tusu et le Kija Silgi de Yi I, tous deux publiés en 1580. Symbole de l'influence chinoise sur la civilisation coréenne, son culte s'amplifie à cette époque parallèlement au développement du néoconfucianisme et un mausolée est construit en son honneur à Pyongyang sur le lieu présumé de sa tombe. À partir du XXe siècle, les historiens se montrent nettement plus critiques à son sujet et la venue de Kija en Corée est maintenant considérée comme une légende,.
Le mythe de l'arrivée de Kija dans cette région serait une invention de la dynastie Han pour justifier son intervention armée sur le même territoire.